# توکا-بلدرچینان
توکا-بلدرچینان (به لاتین: Cinclosomatidae) تیره‌ای از پرندگان گنجشک‌سان بومی استرالیا و گینه نو است. تاریخچه طبقه‌بندی پیچیده‌ای دارد و نویسندگان مختلف پرندگانی را که در این تیره قرار می‌دهند متفاوت است. شامل توکا-بلدرچین و گهرلیکوها می‌شود.

## فهرست گونه‌ها
- سردهٔ توکا-بلدرچین – توکای بلدرچین
  - توکا-بلدرچین رنگین، Cinclosoma ajax
  - توکا-بلدرچین خالدار، Cinclosoma punctatum
  - توکا-بلدرچین بلوطی، Cinclosoma castanotum
  - توکا-بلدرچین پشت‌مسی، Cinclosoma clarum
  - توکا-بلدرچین سینه‌بلوطی، Cinclosoma castaneothorax
  - توکا-بلدرچین غربی، Cinclosoma marginatum
  - توکا-بلدرچین نولاربور، Cinclosoma alisteri
  - توکا-بلدرچین دارچینی، Cinclosoma cinnamomeum
- سرده گهرلیکوها – Ptilorrhoa
  - گهرلیکوی خالدار، Ptilorrhoa leucosticta
  - گهرلیکوی آبی، Ptilorrhoa caerulescens
    - گهرلیکوی سرقهوه‌ای، Ptilorrhoa (caerulescens) geislerorum

  - گهرلیکوی پشت‌بلوطی، Ptilorrhoa castanonota